# 13435 Rohret
A 13435 Rohret (ideiglenes jelöléssel 1999 VX67) a Naprendszer kisbolygóövében található aszteroida. A LINEAR projekt keretében fedezték fel 1999. november 4-én.